# マラッカマックス

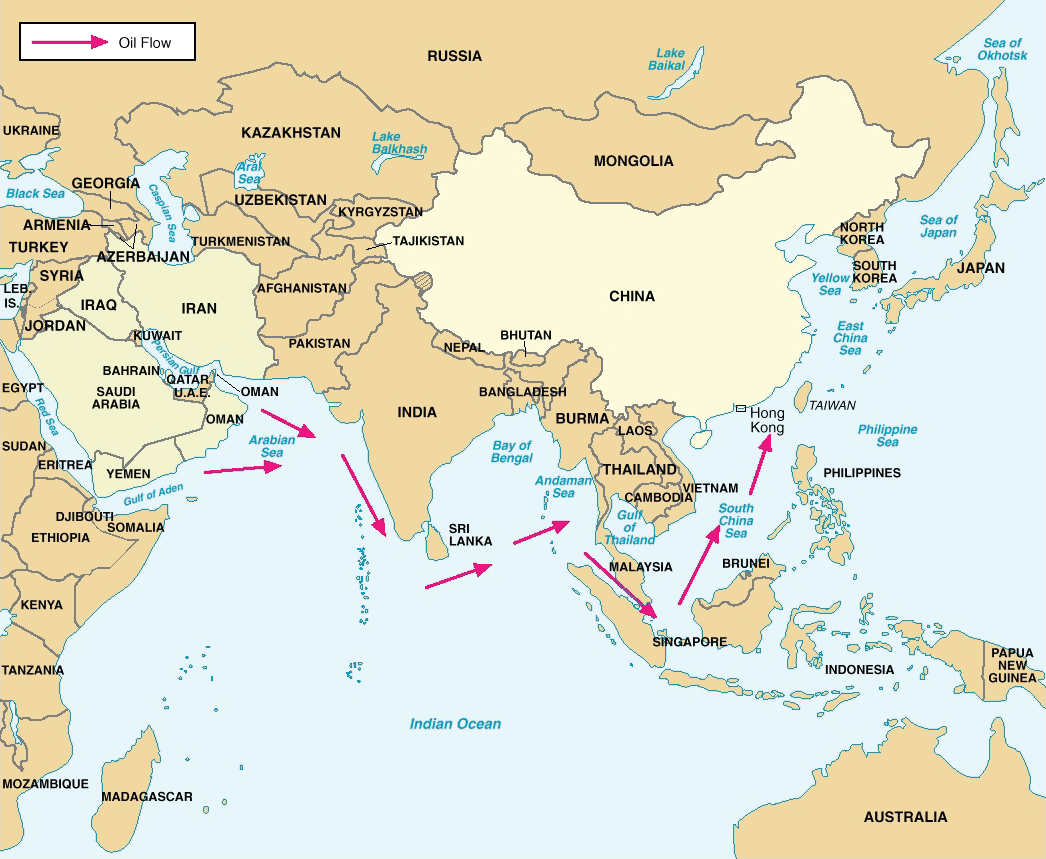
マラッカマックスのタンカーは、ペルシャ湾から中国や日本へ石油を輸送することができる

マラッカマックス（英語: Malaccamax）は、マラッカ海峡を通航可能な最大の船の大きさを指す言葉である。

## 概要
マラッカ海峡の航路上には、水深22.5mの浅瀬があり、これにより航行可能な船舶の最大サイズが決められている。典型的なマラッカマックスのタンカーのサイズは、全長333m、幅60m、喫水20.5mとされる。これは、VLCC(very large crude carrier)と呼ばれる超大型タンカー (最大30万トン) のサイズに相当する。
これより大型のポストマラッカマックス（オーバーマラッカマックス）の船はマラッカ海峡より水深の深い、以下のような航路を採る必要がある。
- ロンボク海峡 - マカッサル海峡 - シブツ海峡 - ミンドロ海峡
- オンバイ海峡 - バンダ海 - スラ諸島 (Sula Islands) とオビ諸島の間のリファマトラ海峡 (Lifamatola Strait) - モルッカ海
- オーストラリアを迂回する

なお、スンダ海峡はマラッカ海峡より浅く20 mしかないので、満載時のマラッカマックスのタンカーは通過できない。
マラッカマックスの商船は主に鉱石運搬ばら積み貨物船や原油タンカーといった船種で建造されている。また建造されたことはないが計画されているマラッカマックスのコンテナ船は全長470 m、幅60 m、喫水20mで30万載貨重量トンで18,000 TEU (twenty-foot equivalent units) となる見込みである。港の拡張を必要とすることから、これらの船専用の新しいターミナルが開発される可能性がある。
同じような言葉として、パナマ運河、スエズ運河、セントローレンス海路を通航可能な最大の船の大きさをそれぞれパナマックス、スエズマックス、シーウェイマックスという。アフラマックスは8万トンから12万トンまでの大きさのタンカーを指す。